# Niels Nielsen Brahe
Niels Brahe til Vanås og Vidskøvle i Skåne (henrettet juni 1529) var en dansk rigsråd.
Han var søn af Niels Pedersen Brahe og Magdalene Olufsdatter og blev opdraget med fjendskab til lübeckkerne, der på Christian Is tid havde myrdet hans morfar, Olaf Nielsen til Talge, lensmand i Bergen. Han lå selv i strid med slægten Sparre, idet han havde dræbt Tord Jepsen Sparre, og i en lang årrække (1514-22) i strid med ærkebisp Birger Gunnersen i Lund om sin hustru Anna Langs gods på Bornholm.
Han sluttede sig i 1525, under Søren Norbys bonderejsning, til Christian II i hvis regeringstid han tidligere havde fået hjælp mod sine fjender. Da han imidlertid 1523 havde hyldet Frederik I, blev han efter nedkæmpelsen af oprøret dømt som højforræder og fradømt ære, liv og gods.
Mens hans store godser blev bytte for hans adelige standsfæller (Tyge Krabbe, Axel Axelsen Brahe og flere), undslap han selv til Mecklenborg, hvorfra han fejdede mod Christian IIs fjender; men da han vovede sig i land i Skåne for at besøge sin hustru, blev han grebet og henrettet i København, efter at man uden held ved tortur havde søgt at få oplysninger om andre af Christian IIs tilhængere.